# Casa Profesa de Milán
La casa profesa de Milán (también Casa Profesa de San Fidel) fue una institución de la Compañía de Jesús en esta ciudad, entonces capital del ducado homónimo.

## Historia
Los primeros jesuitas llegaron a Milán en 1563, por recomendación del entonces cardenal Carlos Borromeo (que sería arzobispo de Milán en 1564 y fue canonizado en 1610). Seis años después, siendo ya arzobispo de Milán Carlos Borromeo entregó a los jesuitas la iglesia medieval de San Fedele in Solariolo (San Fidel, en italiano). Se trataba de una pequeña iglesia románica con ábside, que se encontraba situada aproximadamente en el lado izquierdo a los pies de la iglesia actual.
Sería en 1569 cuando los jesuitas comienzan la reconstrucción de la iglesia según diseño de Pellegrino Tebaldi. No sería hasta 1615 cuando los jesuitas comenzaron a habitar el nuevo edificio de la casa profesa.
En los años sucesivos la casa profesa y su templo serían escenarios de celebraciones públicas como las celebradas en 1622 por la canonización de los primeros santos de la Compañía, Ignacio de Loyola, fundador y Francisco Javier, misionero. Asimismo la casa profesa sería residencia de jesuitas célebres como Martín de Funes, en 1599; o Giovanni de Rho, que fue prepósito de la casa.
Tras la supresión de la Compañía de Jesús en 1773, la iglesia y casa pasaron a los canónigos de la iglesia de Santa Maria alla Scala, que acababa de ser demolida para construir el teatro homónimo. En 1780 la casa profesa pasó a servir de sede de los archivos de estado del ducado de Milán por orden de la emperatriz María Teresa.

## Descripción
El conjunto de edificios se situaba en un barrio al norte de la catedral de Milán, en pleno corazón de la ciudad. La fachada del templo de la casa profesa presidía plaza homónima de San Fedele. La cabecera del templo se encontraba al final de un eje sudoeste-noroeste. La iglesia era de planta de cruz latina con una sola nave y dos cortos brazos laterales que formaban dos transeptos casi al ras de la nave principal de la iglesia. El estilo de la iglesia se considera como el paradigma del manierismo milanés. 
Al sur de la iglesia de disponía el edificio de la casa profesa. Este se disponía en torno a dos patios cuadrados, dispuestos sobre un eje paralelo al del templo.